# 喬伊·哈里斯
喬伊·「S·J」·哈里斯（英語：Joi "S. J." Harris，1976年12月11日—2017年8月14日）是一位公路摩托車賽車手兼摩托車特技演員。她是美國第一位領有執照的非裔公路摩托車女性賽車手，從2009年開始賽車，並於2014年開始參加職業賽事。2017年，哈里斯在擔任電影《死侍2》（2018年）中的角色多米諾的特技演員時發生意外身亡。

## 事業

### 賽車
哈里斯致力於推廣公路賽車，對象包含女性及非裔美國人族群。她在2009年學會騎摩托車，並從2012年開始賽車。2013年，哈里斯拿到了賽車執照，成為首位領有執照的非裔美國女公路摩托車賽車手。她於2014年開始參與職業賽事，隨後組織了自己的賽車隊「Threader Racing」，編號為#24。2017年，哈里斯參加了冠軍盃系列賽（CCS），並獲得了勝利。

### 特技演員
2017年，哈里斯在超級英雄電影《死侍2》（2018年）中擔任角色多米諾（由薩琪·畢茲飾演）的特技演員。這是哈里斯首度擔任特技演員。

## 逝世
2017年8月14日上午8點（當地時間），哈里斯在加拿大不列顛哥倫比亞省溫哥華拍攝《死侍2》的摩托車追逐戲時，在因劇情需要而沒戴安全帽的情況下失控撞上一旁建築物蕭氏大廈的落地窗，當場死亡。她是2017年在北美地區死亡的第二位特技演員。《死侍2》的主演萊恩·雷諾斯和導演大衛·雷奇都致上了哀悼之意。

## 延伸閱讀
- . Obituary (New York Daily News).   [2018-05-14]. （原始内容存档于2019-10-04）.
- . Obituary (Chicago Sun Times).   [2018-05-14].

## 外部連結
- 官方网站
- 喬伊·哈里斯在互联网电影资料库（IMDb）上的資料（英文）